# تونو کویو
تونو کویو (استونیایی: Tõnu Kõiv؛ زادهٔ ۴ دسامبر ۱۹۶۸) سیاستمدار و نماینده سابق مجلس اهل استونی است.